# 최양업
최양업(崔良業, 1821년 3월 1일 ~ 1861년 6월 15일)은 조선 후기의 가톨릭 사제이다. 본관은 경주이며, 세례명은 토마스이다. 본명은 최정구(崔鼎九)이다.

## 일생

### 어린 시절
청양 다락골 성지 선전물에 따르면, 조선 시대에는 홍주(지금의 홍성군)골에 속했으나 지금은 충남 청양군 화성면 농암리라는 행정 구역명으로 불리고 있는 다락골에서 1821년 6남매 중 장남으로 태어났다. 1791년 신해박해를 피해 조부인 최인주가 다락골에서 빈 땅을 개척하여 살았는데, 천주교 신자들이 모여들면서 교우촌이 되었다 한다. 천주교 신자들이 많이 사는 한양으로 이사했다가, 안양의 수리산 담배 마을에 정착한 최씨 일가는 이곳에 교우촌을 만들고 1836년에는 신학 교육을 위해 최양업을 마카오로 떠나보낸다.

### 순교
충청남도 청양군 출생인 최양업은 아버지 최경환(프란치스코)과 어머니 이성례(마리아) 1839년 기해박해 때 모두 여의었다. 천주교 성지인 충북 제천 배론성지에는 최양업 신부를 기념한 그림이 있는데, 경기도 수리산에 살던 중에 검거되어 최경환은 옥사, 이성례는 참수형으로 순교했다. 어머니 이성례는 막내아들이 감옥에서 아들인 스테파노가 굶주림끝에 죽자 마음이 약해져 신앙을 철회하여 석방되었다. 하지만 아들이 천주교 신학생이라는 사실이 밝혀져 다시 수감되자 용기를 내어 신앙을 버리지 않았다. 이때 조선에 남아있던 최양업의 동생 야고보가 동생들과 거지꼴을 면하지 못했음에도 엄마를 돌보았는데, 참수형 전날에는 동냥하여 가져온 돈을 사형집행인에게 주고, 고통을 덜 받게 단칼에 엄마의 목이 떨어지도록 해달라고 부탁했다고 한다. 그의 집안은 증조부인 최한일 때부터 천주교를 믿어 탄압을 받았으므로 오랫동안 한 곳에 정착할 수 없었으며, 자주 도피생활을 해야 했다. 최종적으로 최양업의 집은 당시 경기도 과천군 수리산 자락에 자리잡게 되었다.

### 유학
1836년 열다섯 살의 나이에 프랑스의 파리 외방전교회소속의 선교사인 모방 신부의 천거로 김대건, 최방제 등과 함께 신학생으로 선발되어 이듬해 1837년 6월 7일 마카오 파리외방전교회 극동대표부에 도착하여 신학을 공부하였다. 피에르 모방 신부는 조선에서 비교적 가까운 북경신학교나 중국인 신부양성소를 탐탁스럽게 여기지 않았기 때문에, 이들이 마카오까지 가서 유학을 하게 된 것이었다. 1837년 11월 26일 친구 최방제가 풍토병(위열병)으로 숨을 거두자, 김대건과 최양업은 신학 공부에 더욱 몰두하였다.

### 기해일기 작성
1844년 최양업과 김대건은 부제 서품을 받고 고향인 조선으로 돌아가기 위해 만주와 내몽골 일대를 떠돌았다. 1845년 친구이자 그해 중국 상하이 금가항 성당에서 천주교 조선교구장인 페레올 주교의 서품성사 집전으로 사제서품을 받은 김대건 신부는 입국하였으나, 최양업은 1846년 1월에 입국을 시도하다가 실패하였다. 그는 동년 12월에 재차 입국하려고 노력하였으나, 김대건 신부의 순교 소식을 듣고 홍콩으로 이전한 파리외방전교회 극동대표부로 돌아가 조선의 기해박해 때 순교한 현석문의 일기를 편집하여 《기해일기》라는 책을 저술하고 이를 라틴어로 번역했다.

### 조선에서의 헌신적인 사목
최양업은 1847년과 1849년 다시 입국을 시도했으나 실패했고, 1849년 청나라천주교회의 강남교구장인 마레스카 주교에게 조선인으로서는 두 번째로 천주교 사제 서품을 받았다. 이후 요녕성에서 어린이들에게 교리를 가르치는 주일학교 사목을 하다가 그 해 12월 압록강을 건너 조선으로 들어왔다. 당시 천주교 조선대목구장(현재 천주교 서울대교구)인 장조제프 페레올 주교와 다블뤼 신부를 만나고 본격적인 사목 활동을 시작한 최양업은 6개월 동안 삼남지방 5천 리를 돌면서 수많은 천주교 신자들에게 고해성사를 주고 미사를 봉헌하였다. 그 이후에도 매년 129개의 공소를 돌며 11년 6개월간 사목하였으니 하느님의 말씀을 전한다는 신념을 위해 헌신한 성직자였다.조선에 파견되는 선교사들은 파견되기 전에 조선의 실정과 풍습을 익힐 것을 마카오 신학교 선생이자 파리외방전교회 홍콩 극동대표부장인 리브와 신부에게 주장하였다. 천주교 신앙이 한민족의 자주적인 신앙이 되기를 바랐기 때문이다.
조선 천주교회에서는 장조제프 페레올 주교가 천주교 공동체에서 영향력이 있는 양반 신자들을 감싸고 도는 바람에, 민중신자들이 소외되고 있었음을 최양업 신부는 페레올 주교에게 비판했다가 갈등이 생겼다. 최양업 신부는 신학을 공부한 지식인이었지만, 학문이 없는 평신도들을 한글로 교리를 가르치는 세심함으로써 배려했다. 최양업 신부는 사회개혁가이기도 했다. 그는 민중들의 소외, 양반계급의 무위도식등을 비판함으로써 신분제도가 폐지되어야 한다고 생각했다.

### 선종
최양업은 1861년 6월 15일 영남 지방의 사목 활동을 마치고 주교에게 보고하기 위해 상경하던 도중에 과로와 장티푸스로 40세의 나이에 문경에서 병으로 선종하였다. 그 후 제천시 배론에 안장되었으며, 일제강점기때 비석과 묘비를 세우려고 하였으나 일본의 방해로 이루지 못하다가 1945년 광복 이후 비석과 묘비를 세웠다.

### 시복청원
김대건 신부는 '피의 순교자'라 하여 1984년 성인으로 시성되었지만, 최양업 신부는 순직이었기 때문에 시성명단에서 제외되었다. 그 후에 '땀의 순교자'라는 호칭이 그에게 붙여졌으며, 2001년부터 한국 천주교회에서 불기 시작한 한국 시복시성운동의 일환으로 2004년 최양업 신부와 124명의 순교자들을 한국 천주교 주교회의에서 교황청에 시복청원을 해놓은 상태이다.

### 가경자
2016년 5월 8일 로마 교황청으로부터 공식 인준을 받아 가경자로 선포되었다.

## 드라마
최양업 신부의 삶은 가톨릭평화방송에 의해 2008년 드라마로 만들어졌다. 주인공 최양업 신부 역은 원기준 씨가, 최양업 신부의 어머니 이성례 역은 박순천 씨가 맡았다. 최양업 신부의 헌신적인 사목과 천주교 박해로 부모를 여읜 인간적인 고뇌를 주로 다루었다.드라마 출연을 계기로 원기준씨는 천주교 잡지 생활성서와 가진 인터뷰에서 전례가 개혁된 제2차 바티칸 공의회 이전이라 라틴어로 미사를 집전하는 장면이 제일 힘들었지만, 천주교 신자로서 자부심은 있었다고 하였다. 평화방송 드라마 성 김대건에서는 차광수 씨가 최양업 신부 및 신학생을 연기했는데, 라틴어로 파리 외방전교회 선교사들과 이야기하는 등의 장면에 나왔다.